# I cacciatori dell'oro
I cacciatori dell'oro (The Spoilers) è un film western del 1942 diretto da Ray Enright, con protagonisti Marlene Dietrich, Randolph Scott e John Wayne.
È un rifacimento di precedenti versioni, tutte tratte dal romanzo The Spoilers di Rex Beach.
Il film ebbe una candidatura all'Oscar alla miglior scenografia 1943 in bianco e nero. Candidati, gli scenografi Jack Otterson, John B. Goodman, Russell A. Gausman ed Edward Ray Robinson.

## Trama
Nel 1900, a Nome, in Alaska, coloro che hanno scoperte le prime vene aurifere si vedono minacciati dall'enorme afflusso di cercatori d'oro che arrivano da tutte le parti. Roy Glennister e Al Dextry si difendono da un certo Galloway che tenta di mettere le mani sul loro terreno. Roy intrattiene nel frattempo una relazione con Cherry Malotte, donna volitiva e influente, la padrona del saloon della città.
A Nome giungono anche Alexander McNamara, funzionario dell'agenzia mineraria e il giudice Stillman insieme alla nipote Helen Chester, inviati dal governo per tentare di portare la legalità in città. Roy pensa che sarebbe saggio riporre la sua fiducia nei due uomini di legge per risolvere il suo contenzioso con Galloway. Mentre il diffidente Al preferisce difendere le sue terre usando Betty, il suo fucile. Roy accetta di affidare alla banca una cassaforte che contiene il frutto del loro lavoro, in attesa del processo che dovrà risolvere la questione. Helen, intanto, si innamora di Roy mentre Cherry è attirata da McNamara.
Quando arriva il momento della sentenza, il giudice Stillman rinvia la sua decisione di 90 giorni sequestrando la cassaforte di Roy e Al. Tutti i minatori si rendono conto che McNamara e Stillman sono due corrotti venuti per approfittare della situazione. Decidono di aiutare Roy e Dextry, tentando in un primo momento di rapinare la banca dov'è tenuto l'oro. Nel corso della rapina, lo sceriffo viene colpito da un uomo che sembra Roy. Il quale viene arrestato da McNamara che lo accusa di omicidio. McNamara e Stillman mettono a punto un piano: agevoleranno la fuga di Roy per poterlo uccidere in maniera legittima. Ma Helen, che viene a conoscenza del piano, avvisa Cherry che si reca alla prigione per salvare Glennister. Il quale riesce a fuggire e a raggiungere gli altri minatori onesti: insieme recupereranno con la forza il terreno oggetto della contesa.
Vedendo che la partita è perduta, il giudice tenta la fuga, ma Glennister arriva in tempo per bloccarlo. In quanto a McNamara, Cherry usa il suo fascino per distrarlo fino all'arrivo di Roy: tra questi e il rivale avviene uno scontro spettacolare nel saloon messo a soqquadro dai due. Alla fine, i banditi vengono arrestati e consegnati alla giustizia.

## Produzione
Il film fu girato a nella San Bernardino National Forest al Lake Arrowhead, in Canada, nello Yukon e agli Universal Studios - 100 Universal City Plaza a Universal City in California. Fu prodotto dall'Universal e le riprese durarono dal 12 gennaio al febbraio 1942.

## Distribuzione
Il film fu distribuito dall'Universal Pictures che lo fece uscire nelle sale statunitensi l'8 maggio 1942.

### Date di uscita
- Stati Uniti d'America: The Spoilers (8 maggio 1942)
- Regno Unito: 13 luglio 1942
- Svezia: Guldfågeln (19 ottobre 1942)
- Finlandia: Kultalintu (18 marzo 1945)
- Paesi Bassi: De spelbrekers (21 settembre 1945) (Amsterdam)
- Francia: Les écumeurs (7 gennaio 1948)
- Austria: Eine Frau ohne Moral / Goldrausch in Alaska (1949)
- Germania Ovest: Die Freibeuterin / Stahlharte Fäuste (31 gennaio 1950)

## Versioni cinematografiche diThe Spoilers
La storia – tratta dal libro di Rex Beach, che era stato lui stesso cercatore d'oro – fu utilizzata più volte al cinema, in varie versioni:
- The Spoilers, regia di Colin Campbell con Tom Santschi nel ruolo di MacNamara, William Farnum (Glennister) e Kathlyn Williams (1914)
- I predatori, regia di Lambert Hillyer con Noah Beery nel ruolo di MacNamara (1923)
- The Spoilers, regia di Edwin Carewe con Gary Cooper (nel ruolo di Glennister), Kay Johnson e Betty Compson (1930)
- I cacciatori dell'oro, regia di Ray Enright con Marlene Dietrich, John Wayne e Randolph Scott (1942)
- I pionieri dell'Alaska, regia di Jesse Hibbs con Anne Baxter, Jeff Chandler e Rory Calhoun (1955)